# Alessandro Moro
Alessandro Moro (Latisana, 2 ottobre 1984) è un ex calciatore italiano, di ruolo centrocampista.

## Carriera
Cresciuto nell'Udinese, ha esordito in Serie C1 con il Foggia, dove ha militato per tre stagioni, salvo una breve parentesi all'Isernia in C2 tra gennaio e giugno 2004.
Nel gennaio del 2006 passò in Serie A con la maglia dell'Ascoli, totalizzando 2 presenze.
A fine stagione scese in serie B militando nel Treviso (in due diversi periodi), Grosseto e Gallipoli.
In seguito è tornato in C1 (nel frattempo divenuta Lega Pro Prima Divisione) con l'Andria BAT, chiudendo infine la carriera in Serie D con la Sacilese.

## Statistiche

### Presenze e reti nei club
| Stagione        | Squadra         | Campionato      | Campionato | Campionato | Coppe nazionali | Coppe nazionali | Coppe nazionali | Coppe continentali | Coppe continentali | Coppe continentali | Altre coppe | Altre coppe | Altre coppe | Totale | Totale |
| Stagione        | Squadra         | Comp            | Pres       | Reti       | Comp            | Pres            | Reti            | Comp               | Pres               | Reti               | Comp        | Pres        | Reti        | Pres   | Reti   |
| --------------- | --------------- | --------------- | ---------- | ---------- | --------------- | --------------- | --------------- | ------------------ | ------------------ | ------------------ | ----------- | ----------- | ----------- | ------ | ------ |
| 2002-2003       | Udinese Calcio  | A               | 0          | 0          | CI              | ?               | ?               | -                  | -                  | -                  | -           | -           | -           | 0      | 0      |
| 2003- gen. 2004 | Foggia          | C1              | 4          | 0          |                 | ?               | ?               | -                  | -                  | -                  | -           | -           | -           | 4      | 0      |
| gen.-giu. 2004  | Isernia         | C2              | 11+2       | 2          |                 | ?               | ?               | -                  | -                  | -                  | -           | -           | -           | 13     | 2      |
| 2004-2005       | Foggia          | C1              | 25         | 1          |                 | ?               | ?               | -                  | -                  | -                  | -           | -           | -           | 25     | 1      |
| 2005-gen. 2006  | Foggia          | C1              | 18         | 3          |                 | ?               | ?               | -                  | -                  | -                  | -           | -           | -           | 18     | 3      |
| Totale Foggia   | Totale Foggia   | Totale Foggia   | 47         | 4          |                 | 0               | 0               | -                  | -                  | -                  | -           | -           | -           | 47     | 4      |
| 2005-2006       | Ascoli          | A               | 2          | 0          |                 | ?               | ?               | -                  | -                  | -                  | -           | -           | -           | 2      | 0      |
| 2006-2007       | Treviso         | B               | 28         | 1          | CI              | ?               | ?               | -                  | -                  | -                  | -           | -           | -           | 28     | 1      |
| 2007-2008       | Grosseto        | B               | 18         | 1          | CI              | 0               | 0               | -                  | -                  | -                  | -           | -           | -           | 18     | 1      |
| 2008-2009       | Treviso         | B               | 20         | 1          | CI              | 1               | 0               | -                  | -                  | -                  | -           | -           | -           | 21     | 1      |
| Totale Treviso  | Totale Treviso  | Totale Treviso  | 48         | 2          |                 | 1               | 0               | -                  | -                  | -                  | -           | -           | -           | 49     | 2      |
| 2009-2010       | Gallipoli       | B               | 10         | 0          | CI              | ?               | ?               | -                  | -                  | -                  | -           | -           | -           | 10     | 0      |
| 2010-2011       | Andria BAT      | 1D              | 11         | 2          |                 | ?               | ?               | -                  | -                  | -                  | -           | -           | -           | 11     | 2      |
| 2011-2012       | Sacilese        | D               | 8          | 1          |                 | ?               | ?               | -                  | -                  | -                  | -           | -           | -           | 8      | 1      |
| Totale carriera | Totale carriera | Totale carriera | 157        | 12         |                 | 1+?             | ?               | -                  | -                  | -                  | -           | -           | -           | 158+?  | ?      |